# خالد بعباع
خالد إبراهيم علي بعباع (ولد في 1924 في طولكرم – توفي في 1 أكتوبر 2017 في تكساس)، عالم سياسة ومفكر فلسطيني، يعد أحد أعلام الفكر والسياسة في فلسطين، وهو دبلوماسي عربي بارز، كان سفيرًا لجامعة الدول العربية في كل من كندا والولايات المتحدة الأمريكية، ورئيسًا لإعلام جامعة الدول العربية، وقد شغل عدد من المناصب في جامعة الدول العربية والأمم المتحدة، وله مجموعة من المؤلفات باللغتين الإنجليزية والعربية.

## نشأته وتحصيله العلمي
ولد الدبلوماسي خالد إبراهيم علي بعباع في مدينة طولكرم الفلسطينية عام 1924، تلقى تعليمه الابتدائي والإعدادي في مدارس مدينته طولكرم، وتعليمه الثانوي في مدرسة تراسنطا بالقدس، ثم حصل على الثانوية العامة من كلية بيرزيت الثانوية عام 1944.
بعد أن أنهى الثانوية العامة، التحق بمعهد الحقوق الفلسطيني، ثم غادر لاحقًا بعد سنوات إلى الولايات المتحدة الأمريكية، حيث التحق هناك عام 1952 بجامعة ساوث ويسترن في تكساس، والتي حصل منها على درجة البكالوريوس مع مرتبة الشرف في العلوم السياسية والاقتصاد، ثم حصل عام 1956 على درجة الماجستير في العلوم السياسية والتاريخ، وقد كانت أطروحته بعنوان «الحياد وعدم الانحياز بين الحقيقة والخيال»، ثم حصل بعد ذلك على درجة الدكتوراه في العلوم السياسية.

## حياته الشخصية
والده هو السياسي الفلسطيني إبراهيم بعباع من مدينة طولكرم، والذي كان مدعي عام في الدولة العثمانية، وأحد مؤسسي إمارة شرق الأردن مع الملك عبد الله الأول بن الحسين.

## مناصبه وحياته العملية
بعد أن تخرج خالد بعباع من معهد الحقوق في فلسطين، عين كاتبًا لقائم مقام طولكرم، ثم رئيسًا لكتاب متصرفية لواء إربد حتى عام 1952؛ حيث غادر وقتها إلى الولايات المتحدة الأمريكية للالتحاق بجامعة ساوث ويسترن.
أصبح خالد بعباع عام 1957 عضواً في الوفد الدائم لجامعة الدول العربية لدى الأمم المتحدة، ورئيسًا لقسم الأبحاث في وفد جامعة الدول العربية لدى الأمم المتحدة خلال فترة عام 1957 وحتى عام 1959، ثم عضواً في وفد اليمن الدائم لدى المنظمة الدولية، كما عمل مذيعًا لنشرة أنباء الأمم المتحدة باللغة العربية منذ عام 1958 وحتى عام 1959.
تولى منذ عام 1960 وحتى عام 1964 منصب ممثل جامعة الدول العربية لدى كندا، وكان بعباع قد أسس مكتب ممثلية جامعة الدول العربية في العاصمة الكندية أوتاوا بتكليف من الجامعة، وكلفته الجامعة برئاسة مكتب الممثلية. تولى عام 1964 منصب ممثل جامعة الدول العربية لدى الولايات المتحدة الأمريكية، واستمر في ذلك حتى عام 1972، وقد كان مكتب ممثلية جامعة الدول العربية يقع تلك الفترة في مدينة دالاس في ولاية تكساس. تولى خالد بعباع بعد ذلك منصب مدير إعلام جامعة الدول العربية، ومتحدثًا رسميًا باسم الجامعة.

## أبرز مؤلفاته
كتب خالد بعباع عدد كبير من الكتب في الدبلوماسية العالمية والسياسة العربية والقضية الفلسطينية، منها:
- كتاب «البحث عن الإنصاف، نقد تحليلي لقضية اللاجئين العرب في فلسطين»، باللغة الإنجليزية، صدر عام 1956.[12]
- كتاب «الاستعمار البريطاني في اليمن»، باللغة الإنجليزية، صدر عام 1958.[24][25]
- كتاب «حقائق وأخطاء لدحض المفتريات الصهيونية»، باللغة الإنجليزية، صدر عام 1960، كندا.[12]
- كتاب «حقائق وأخطاء»، باللغة الإنجليزية، صدر عام 1961.[24]
- كتاب «مغالطات عن قضية اللاجئين العرب»، باللغة الإنجليزية، صدر عام 1961.[24]
- كتاب «إعادة النظر في عدم الانحياز والحياد»، باللغة الإنجليزية، عام 1967، الولايات المتحدة الأمريكية.[26]
- كتاب «الحياد في المنظور: دراسة حالة»، باللغة الإنجليزية، ويتكون من 438 صفحة، عام 1981.[27]
- كتاب «الانتهاكات والممارسات الإسرائيلية ضد مدينة القدس»، صدر عن جامعة الدول العربية عام 1985، أثينا، اليونان.[28]
- كتاب «ميثاق جامعة الدول العربية وتعديلاته»، صدر عن جامعة الدول العربية عام 1985، تونس.[29]
- كتاب «الحياد العربي الإيجابي»، باللغة الإنجليزية.[30]
- «المؤتمر الدولي للسلام في الشرق الأوسط»، عام 1990.[31]

## أبرز أبحاثه
- «أمريكيا وقضية القدس، التحول إلى اليمين»، مجلة رؤية الصادرة عن هيئة الاستعلامات العامة الفلسطينية، العدد 1، 1 أغسطس 2000، فلسطين.[32][33][34]
- «اللاجئون الفلسطينيون، العودة و/أو التعويض»، مجلة رؤية الصادرة عن هيئة الاستعلامات العامة الفلسطينية، العدد 2، 2 سبتمبر 2000، فلسطين.[33][35][36][37][38]
- «الدولة الفلسطینیة المستقلة»، مجلة رؤية الصادرة عن هيئة الاستعلامات العامة الفلسطينية، فلسطين.[39]
- «الدولة الفلسطينية تحصيل حاصل»، مجلة المجلس الصادرة عن المجلس الوطني الفلسطيني في منظمة التحرير الفلسطينية.[40]
- «عدم الانحياز كعقيدة دبلوماسية وأيديولوجية»، باللغة الإنجليزية، عام 1965.[41]
- «القوة الثالثة والأمم المتحدة»، باللغة الإنجليزية، عام 1965.[42]

## أبرز مقالاته
نشر خالد بعباع سلسلة من مقالاته في الصحف العربية والأجنبية، ومن أبرز مقالاته:
- «نشاط الجامعة العربية في الحقول الاقتصادية والاجتماعية والثقافية».[43]
- «العلاقات العربية الأميركية الحديثة».[43]
- «الصهيونية ومبادئ الأخلاق».[43]
- «الحياد الإيجابي العربي».[43]
- «روح جديدة في العراق».[43]
- «التقدم الاقتصادي في مصر».[43]
- «القوة الثالثة والأمم المتحدة».[43]
- «الولاء المزدوج في العقيدة الإسرائيلية الصهيونية»، صحيفة الدستور، الأردن.[44]
- «إسرائيل والجمهوريات الإسلامية في آسيا الوسطى»، صحيفة الدستور، 4 أبريل 2005، الأردن.[45][46][47]
- «انتفاضة البؤساء، الإسلام في فرنسا أم إسلام فرنسا»، صحيفة الدستور، 7 ديسمبر 2005، الأردن.[48]

## تكريمه
تكريمًا وتقديرًا لخالد بعباع، فقد جرى منحه العضوية في مجموعة من المنظمات والأكاديميات والجمعيات العلمية في الولايات المتحدة الأمريكية.

## وفاته
توفي خالد بعباع في ولاية تكساس الأمريكية بتاريخ 1 أكتوبر 2017، ودفن في مقبرة مدينة دينتون.

## قالوا عنه
- يقول الصحفي التونسي عبد اللطيف الفراتي: «كان خالد البعباع بمثابة الناطق الرسمي للجامعة العربية، وكانت الجامعة العربية في تونس كخلية نحل، لما دفع فيها أمينها العام من حركية، كانت فاقدة لها قبلًا، وفقدتها بعدًا على إثر نقلها للقاهرة».[23]

- يقول الإعلامي العراقي إبراهيم الزبيدي عن خالد بعباع: «اثنين من أخلص ما رأيت في حياتي، وهما: الدكتور محي الدين صابر رئيس المنظمة العربية للتربية والثقافة والعلوم، والدكتور خالد بعباع مدير إعلام جامعة الدول العربية؛ حيث تطوع الدكتور خالد بعباع بمتابعة مشروع إنتاج ثلاثين حلقة سينمائية عن أهم ما أخذه العالم من حضارتنا العربية عبر العصور في أروقة جامعة الدول العربية، وهو الذي صاغ الرسائل الرسمية والشخصية التي وجهها الأمين العام للجامعة الشاذلي القليبي إلى وزراء الإعلام العرب، لتحضيرهم لقبول تمويل المشروع، قبل قدومهم إلى تونس، وصاغ توصية مؤتمر وزراء الإعلام العرب، وأنجز مذكرة صرف مبلغ خمسين ألف دولار من ميزانية إعلام الجامعة، بناء على موافقة الأمين العام».[4][5][20]

## وصلات خارجية
- الدبلوماسي خالد إبراهيم بعباع، سفير جامعة الدول العربية في كل من كندا والولايات المتحدة - موقع فلسطين في الذاكرة.
- السيرة الذاتية لخالد بعباع - موقع مؤسسة القدس للثقافة والتراث.
- عن خالد بعباع، في مجلة الأديب اللبنانية بتاريخ 1 ديسمبر 1972.
- من أعلام الفكر في فلسطين: الدكتور خالد بعباع.
- عن خالد بعباع - موقع تربية وثقافة.